# ازدواج ثقافي
الازدواج الثقافي في علم الاجتماع يشتمل على ثقافتين مميزتين بشكل أصلي توجدان معًا بشكل من أشكال الوجود المشترك.
وتظهر السياسة التي تقر أو تدعم أو تشجع الازدواجية الثقافية بشكل نموذجي في الدول التي نشأت من تاريخ صراع قومي أو عرقي لم يتمكن فيه أي من الطرفين من تحقيق الانتصار الكامل. وغالبًا ما تظهر تلك الحالة نتيجة لتسوية المستعمرين. ويمكن أن تحدث الصراعات الناجمة بين المستعمرين والسكان الأصليين (كما حدث في فيجي) و/أو بين المجموعات أو المستعمرين المنافسين (يمكن أخذ حالة جنوب إفريقيا في الاعتبار). وتؤثر السياسة المدروسة للازدواجية الثقافية على هياكل وقرارات الحكومات لضمان أنها تخصص القوة والتأثير السياسي والاقتصاديين بشكل يتسم بالمساواة بين الأشخاص و/أو المجموعات المحددة في الجانبين المتعارضين للتقسيم الثقافي.
وتشتمل الأمثلة على الصراعات التي حدثت بين الكنديين الناطقين بالإنجليزيَّة والكنديين الناطقين بالفرنسيَّة، وبين شعب الماوري وسكان نيوزيلاندا المعروفين باسم باكيها وبين البيض الناطقين بالإنجليزية في جنوب أفريقيا والبوير.
وقد تم تبني مصطلح ازدواجية الثقافة في الأساس في السياق الكندي، بشكل أكثر وضوحًا من خلال اللجنة الملكية لازدواجية اللغة وازدواجية الثقافة (1963-1969)، والتي أوصت بأن تصبح كندا مزدوجة اللغة بشكل رسمي. ونظرًا لأن عبارة «الازدواجية الثقافية» تقترح، بشكل أكثر أو أقل وضوحًا، أن هناك ثقافتين فقط تستحقان الاعتراف الرسمي، فإن مؤيدي تعدد الثقافات (التي شكلت سابقة لها) يمكن أن ينظروا إلى توقعات ازدواج الثقافة على أنها تقدمية بشكل غير كافٍ في إطار المقارنة. وقد كان هذا هو الحال في كندا، عندما قام النشطاء الكنديون الأوكرانيون مثل ياروسلاف رودنيسكييج وبول يوزيك وغيرهم من المنتمين إلى «القوة الثالثة» بالضغط بنجاح على الحكومة الكندية لقبول تعدد الثقافات لتكون السياسة الرسمية في عام 1971.
وفي سياق العلاقات بين ثقافات الصم وغير الصم، يجد الناس عبارة «ازدواج الثقافة» أقل جدلاً، لأن التمييز (بين اللغة المنطوقة ولغة الإشارات) يبدو في الغالب على أنه تمييز أصلي ومزدوج، مع تجاوز الفروق بين اللغات المنطوقة المتعددة.
وفي سياق الولايات المتحدة الأمريكية، تواجدت التمييزات ثنائية الثقافة بشكل تقليدي بين أمريكا والمكسيك، وبين السكان البيض والسكان الأمريكيين من أصل إفريقي في الولايات المتحدة.
ولأنها حالات مختلفة لازدواج الثقافة مع نوع من أنواع الاعتراف الرسمي، نلاحظ ما يلي:
- بلجيكا، مقسمة بشكل أساسي بين الناطقين بالفرنسية والناطقين بالهولندية
- فانواتو، التي كانت من قبل منطقة سيادة مشتركة، حيث كانت تحتوي على تقاليد إدارية سياسية فرنسية وبريطانية في نفس الوقت
- الكومنولث البولندي اللتواني، والذي يطلق عليه بشكل رجعي اسم «كومنولث الشعبين»
- سويسرا، التي تسيطر عليها اللغتان الألمانية والفرنسية (رغم استخدام اللغتين الإيطالية والرومانشية)
- باراغواي، التي يتحدث 90% من سكانها لغة الجواراني، ويتحدث 99% منهم اللغة الإسبانية
- نيوزيلاندا، التي تعتبر فيها معاهدة وايتنجي (التي تم توقيعها في عام 1840) هي أساس العلاقة بين التاج الملكي وقبائل شعب الماوري، حيث تعد لغة الماوري هي اللغة الرسمية، في حين أن شعب الماوري قد حافظ على تمثيله في البرلمان من خلال الناخبين من شعب الماوري
- بولسانو مقاطعة بولسانو بإيطاليا، حيث يتحدث 73.8% من سكان المدينة اللغة الإيطالية، في حين يتحدث 25.5% منهم اللغة الألمانية، و0.68% منهم اللغة اللادينية

كما يمكن أن يشير مصطلح ازدواجية الثقافة كذلك إلى الأفراد، يمكنك الاطلاع على الهوية مزدوجة الثقافة.